# Книжин Ігор Борисович
Ігор Борисович Книжин (18 листопада 1962 — 24 січня 2016) — російський учений-іхтіолог, завідувач кафедри зоології безхребетних і гідробіології Іркутського університету. Систематик риб і безхребетних.

## Біографія
Закінчив біолого-ґрунтовий факультет Іркутського університету (ІГУ) (1985).
Кар'єра в ІГУ:
- 1988—1991 гг. — Аспірантура
- 1991—1998 гг. — асистент, з 1994 р. — інженер кафедри зоології хребетних
- 1998—2010 рр. — в. о. доцента, доцент (2000) кафедри зоології хребетних
- 2010—2013 рр. — Професор кафедри зоології хребетних

Зі 2013 р. — завідувач кафедрою зоології безхребетних та гідробіології Іркутського університету.
Дисертації:
- Співтовариства риб водойм різного типу басейну верхньої течії річки Олени. /Діс. на соїск. уч. ст. канд. біол. наук. Іркутськ: ІГУ, 1993. — 175 с.
- Харіуси (Thymallus Cuvier, 1829) Голарктики (систематика, філогеографія, особливості екології) / Діс. на соїск. уч. ст. док. біол. наук. М.: УРАН ІПЕЕ ім. А. Н. Северцова, 2009. — 267 с.

Співавтор книжок і навчальних посібників:
- Тугаріна П. Я. , Тютрина Л. І., Рижова Л. Н., Книжин І. Б. та ін. 1986. Методика збору та обробки матеріалів по розділу «Іхтіологія» (Методичні вказівки) Іркутськ, Іркутський ун-т,
- Тугаріна П. Я. , Тютрина Л. І., Рижова Л. Н., Книжин І. Б. та ін. 1986. Іхтіологія. Іркутськ, Іркутський ун-т, (Методичні вказівки) Іркутськ, Іркутський ун-т,
- Рідкісні та маловивчені хребетні тварини Предбайкалля: поширення, екологія, охорона / Дурнєв Ю. А., Мельников Ю. І., Книжин І. Б. та ін. — Іркутськ: Вид-во Іркутського держ. ун-ту, 1996. — 288 с.
- Риби озера Байкал та водойм його басейну / І. Б. Книжин та ін. — Іркутськ: Навч. посіб. Іркутський ун-т, 2004. — 104 с.
- Кирилов А. Ф., Сівцева Л. Н., Книжин І. Би. , Салова Т. А., Свердлова Т. В. Короткий каталог риб річки Олена: Уч. посіб. Якутськ: ЯФ ФДУП «Держрибцентр», 2012, 40 с.
- Кирилов А. Ф., Ходулов Ст Ст, Книжин І. Б. та ін. 2009. Екологічний моніторинг гідробіонтів середньої течії річки Олени. Якутськ: Вид-во ЯНЦ З РАН, 175 с.

Автор понад 200 статей у наукових журналах. Зробив близько 30 доповідей на міжнародних конференціях.